# Ворота (спорт)

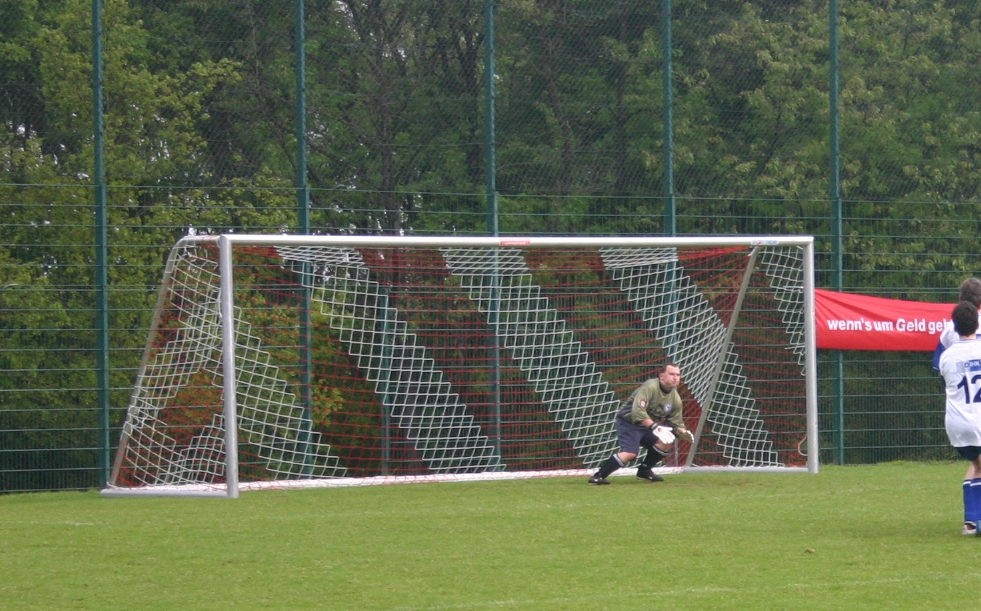
Футбольные ворота

Воротами в спортивных командных играх называется конструкция, обычно прямоугольной формы, установленная на краю поля. 
В играх с воротами команды стараются сделать так, чтобы игровой снаряд (мяч, шайба) попал в ворота противника. Такая ситуация называется гол и позволяет команде, забившей гол, заработать очки.
Вертикальные составляющие ворот называются штангами или боковыми стойками, горизонтальная составляющая — верхней перекладиной.

## Игры с прямоугольными воротами
В играх с прямоугольными воротами гол засчитывается, если мяч или шайба проходит между штангами и под перекладиной. Ворота обычно затянуты сеткой, в которой застревает забитый мяч (при этом натяжение не должно быть слишком сильным, также может применяться дополнительная гасящая сетка). В таких играх ворота защищает специальный игрок — вратарь.

### Футбол
Ворота в футболе установлены вдоль лицевых линий по обеим сторонам поля. Высота ворот 2,44 метра (8 футов), ширина — 7,32 м (8 ярдов). Ширина и высота сечения обеих стоек и перекладины одинаковы и не превышают 12 см (5 дюймов). Забитие гола в ворота — основной способ заработать очки, кроме их получения вследствие объявления технического поражения противника либо при ничейном нулевом итоговом счете. Вратарская зона имеет размеры 18,32 м (20 ярдов) на 5,5 м (6 ярдов).

### Хоккей с мячом
Ворота в хоккее с мячом состоят из двух вертикальных стоек и одной верхней перекладины, скреплённых между собой. Стойки устанавливаются перпендикулярно к линии ворот на отметках, указанных в разметке поля. Верхняя перекладина параллельна линии ворот. Стойки и перекладина делаются из деревянных брусков или металлических труб, обшитых деревянными планками шириной от 5 до 7,5 см. Внутренние размеры ворот (обращённые к полю): высота — 210 см, ширина — 350 см. Забитый в ворота мяч приносит команде один гол.

### Хоккей с шайбой
Ворота в хоккее устанавливаются на так называемой линии ворот (линии проброса). Ширина ворот — 1,83 метра (6 футов), высота — 1,22 метра (4 фута). Ворота сделаны из круглых в сечении труб диаметром 5 см (2 дюйма). Шайба, забитая в ворота, приносит забившей команде один гол.

### Хоккей на траве
В хоккее на траве ворота устанавливаются на конце поля на лицевой линии. Высота ворот 2,14 метра (7 футов), ширина — 3,66 метра (12 футов).

### Гандбол
В гандболе ворота располагаются на границе поля. Размеры ворот: 2 метра в высоту и 3 метра в ширину. Ворота сделаны из квадратных (8 х 8 см) в сечении брусьев. Игроки зарабатывают очки, забрасывая в ворота мяч руками.

### Водное поло
В водном поло ворота устанавливаются строго посередине линий ворот и на расстоянии не менее 0,30 м от границ игрового поля. Высота ворот — 90 см, ширина (расстояние между стойками) — 3 метра.

### Лакросс
В лакроссе ворота располагаются  в специальной зоне, которая называется крисом. Ширина ворот 1,80 метра, длина также 1,80 метра. Нередко утяжеляются грузами.

## Ворота Н-образной формы
В играх с воротами Н-образной формы гол засчитывается, когда мяч пролетает над верхней перекладиной и между боковыми стойками на любой высоте. Сетки в таких воротах нет. Судьи определяют, был ли забит гол.

### Регби
В регби основной целью является занесение мяча в зачётное поле и забивание голов носит второстепенный характер. В разных вариантах регби голы приносят разное количество очков. Верхняя перекладина расположена на высоте 3 метра, расстояние между боковыми стойками — 5,6 метра. В отличие от большинства игровых видов спорта ворота в регби устанавливаются не на границе игровой площади, а внутри неё на линии, разделяющей игровое и зачетное поле (так называемая линия ворот).

### Американский футбол
В американском футболе голы, забитые с игры, приносят 3 очка. Размеры ворот практически идентичны размерам ворот в регби. Высота перекладины — 10 футов (3 метра), расстояние между стойками — 18,6 фута (5,7 метра). На стадионах, используемых исключительно для американского футбола, ворота зачастую установлены на единственной центральной опоре.

### Канадский футбол
В канадском футболе голы, забитые с игры, также приносят 3 очка. Как и в регби, ворота устанавливаются не на границе игровой площади, а внутри неё на линии, разделяющей игровое и зачетное поле (линии ворот). Размеры ворот: расстояние между двумя штангами — 18 футов 6 дюймов (5,64 м), их высота — 40 футов (12,19 м), перекладина размещается на высоте 10 футов (3,04 м).

## Ворота в гэльском футболе
В гэльском футболе высота стоек ворот — 7 метров, расстояние между ними — 6,5 м. На высоте 2,5 м стойки соединены перекладиной. Нижняя часть ворот затянута сеткой и её защищает вратарь. В отличие от многих других командных видов спорта, очки присуждаются независимо от того, над или под перекладиной пролетел мяч. Если мяч пролетел между стойками под перекладиной, присуждается 3 очка, если над перекладной — 1 очко.

## Ворота в австралийском футболе
Главная особенность ворот в австралийском футболе состоит в том, что они двойные и не имеют перекладины. Высота стоек внутренних ворот — 6 метров, расстояние между ними — 6,4 м. Стойки внешних ворот имеют высоту 3 м и располагаются на расстоянии 6,4 м от стоек внутренних ворот. Если мяч пролетит между стойками внешних ворот, присуждается 1 очко, если после удара ногой между стойками внутренних ворот — 6 очков.